# メルトランディ
- マクロスシリーズ > 超時空要塞マクロス > 超時空要塞マクロス 愛・おぼえていますか > メルトランディ
  - マクロスシリーズの用語一覧 > メルトランディ

メルトランディ (Meltlandi) は、アニメ映画『超時空要塞マクロス 愛・おぼえていますか』および関連作品「マクロスシリーズ」に登場する架空の異星人。女性のみで構成される戦闘種族で、男性のみのゼントラーディと抗争関係にある。
テレビアニメ『超時空要塞マクロス』に登場した監察軍に代わり、アニメ映画『超時空要塞マクロス 愛・おぼえていますか』で設定された種族であり、『超時空要塞マクロス』に登場するゼントラーディ軍女性部隊はメルトランディではないので区別が必要である。しかし、「マクロスシリーズ」の作中世界では2031年に映画「愛・おぼえていますか」が公開されて大ヒットした影響から、一般的にゼントラーディ人女性のことをメルトランと呼ぶようになったと設定されている。
2045年を舞台とする『マクロス7』では上記の混合した用法が見られるほか、美樹本晴彦の漫画『超時空要塞マクロス THE FIRST』ではゼントラーディ軍女性部隊がメルトランディと設定されている。

## 設定概要
太古の高度生命体プロトカルチャーの優れた科学文明によって生み出された巨大な戦闘用兵器。プロトカルチャーは単体生殖技術により男女が別々の社会を持ち、やがて対立から大規模衝突に突入。その代理兵器として女性側が量産したのが、自らを模した女性型巨人族メルトランディである。男性側が量産したゼントラーディ人との戦闘は、巻き添えでプロトカルチャーが滅びた後も50万周期にわたり続けられ、銀河系全域で「男女抗争」が繰り広げられてきた。
生物改造兵器（バイオノイド）であるゼントラーディに対し、メルトランディは無機工学的なサイボーグに近い生命体である。身体は遺伝子工学をベースに合成骨格、光学神経などで組成され、全個体が高度なホログラフィック情報網へ接続されている。ほのかに発光する頭髪は光ファイバー繊維製で、戦闘服を介してパワードスーツへ神経接続し機体制御を行う。ゼントラーディ人に比べ小柄な体躯のため肉弾戦には向かないが、空間機動兵器を駆っての戦闘では逆に凌駕するほどの俊敏さを見せつける。地球付近でのモルク・ラプラミズ艦隊とゴル・ボドルザー艦隊の会戦のような真正面の撃ち合いでは劣勢を強いられるが、光学情報網で全指揮系統を一体化し、機動力や組織力を活かしてゼントラーディ軍と渡り合う。
1999年7月、戦闘で大破したメルトランディ軍中型長射程砲艦の1隻が放棄され、太陽系の地球へ墜落。それを地球人が8年かけて修復したのがSDF-1マクロスである。2009年2月、追撃のため太陽系に進出したゼントラーディ軍ブリタイ7018アドクラス艦隊はその経緯を知らず、のちにマクロスがメルトランディの船ではないと知り衝撃を受けることになる（→劇場版設定）。

## 制作
富田祐弘によるシナリオ原本では、まだ設定が固まっておらず「親衛隊」と呼称されており、メカの設定の但し書きも、親衛隊と記載されている。
小学館発行の『劇場版マクロス スペシャルプレビュー』56頁には「戦うために生まれた彼らは、死ぬときまでその服を脱ぐことはない。」とある。富田によるシナリオ原本段階では、ミリア艦内部でのマックスとミリアの戦闘で、マックスのバルキリーが女子更衣室やシャワー・ルームに飛び込む場面が描写されていた。

## メルトランディの兵器
生物的デザインのゼントラーディ軍と対照的に、メルトランディ側の兵器はシャープな直線で構成される鋭角的なフォルムが特徴である。巨人族は男女とも修理技術を持たないが、メルトランディの兵器は独立したモジュール構造を採用し、壊れた箇所を分離することで長期の使用に備えている。

### 要塞
ラプラミズ級機動要塞
全長500km、全高270kmにも及ぶ巨大な艦隊旗艦。薄板状のブロックが積層した水晶のような構造で、ブロックごとに自律的な再生・増殖能力を有している。作中に登場する「モルク・ラプラミズ」はそのシリーズのひとつ。中枢司令機構に浮かぶ巨大な像は、情報網を通じて艦隊の意志を代表する大型の生体光学ホログラフィックコンピュータである。

### 艦艇
艦隊指揮用戦艦
全長5000mにも及ぶ大型戦艦。細長く伸びる艦首か特徴。標準戦艦と対照的に横幅が大きく採られ、船体上部にブリッジを備えている。
強襲揚陸艦
全長4000m（艦首センサーを含む）と艦隊指揮用戦艦に次ぐサイズを誇る大型艦。敵の拠点への突入、上陸作戦を担う。
標準戦艦
全長3500m。メルトランディ艦の中では最もスタンダードなタイプ。横幅の狭い板状のフォルムが特徴。船体下部に対艦戦用の大出力誘導収束ビーム砲を主砲として備えるほか、艦首や船体中央上部および主砲後方など各所にアンテナを設置している。
大型フリゲート
全長3000m（艦首センサーを含む）。標準戦艦よりも一回り小型で旗艦直衛などの任に着く大型艦。左右に大型スラスター二基とと中型の誘導収束ビーム砲各1基、下部にスラスターと大型誘導収束ビーム砲らしきものを設置するという4基のユニットに分離した構造となっており、正面から見るとT字型の独特な形状となっているのが特徴。
高速巡洋艦
全長2500m。後方に大型のハンガー・ブロックを持ち、そのブロックの左右および下部に中型の誘導収束ビーム砲を各1基を備える。大型フリゲートよりも小型な反面、上下左右とも質量感のある船体構造となっている。
中型長射程砲艦
戦闘で放棄後地球に墜落し、SDF-1マクロスの原型となった艦級。全長1500mながら長大な砲身を持つ。マクロスはバラバラに崩壊した同艦をモジュール構造を元に修復したため、元通りに繋ぎ合わせたとは限らないが、それでも稼働できるその構造を利用し、のちにトランスフォーメーションが可能となった。
中型短射程砲艦
全長約1800m。作中でミリア639が指揮する通称「ミリア艦」。大型推進器を備えフォールドにより敵陣に侵入し、陽動・撹乱などを行う。艦艇の中において抜群の巡航速度と機動性を有する。通常は艦首を閉じた形態であるが、主砲を発射する際は艦首を左右に広げる。
ピケット艦（斥候）
全長約500m。偵察や索敵任務に就く小型艦で小回りが利く。小型かつ非力なため艦隊戦では不利な局面に陥ることが多かった。横幅が狭いフォルムは標準戦艦と似通っている。

### 機動兵器
- クァドラン・ロー
- クァドラン・ノナ
- ログレンロー
- シグノーミュール
- マグゼミグ・ラフ

## 登場キャラクター
超時空要塞マクロス 愛・おぼえていますか
- モルク・ラプラミズ
- ミリア639
- デワントン3565 （ミリア639の副官）

超時空要塞マクロス 永遠のラヴソング
- モルク・レプレンティス
- ミスティー・クラウス
- ジンナ・フィアロ（メルトランディだが、ゼントラーディ軍所属でカムジンの部下）